# Capelleta de Sant Josep (la Ràpita)
La Capelleta de Sant Josep és una obra de la Ràpita (Montsià) protegida com a Bé Cultural d'Interès Local.

## Descripció
Fornícula semicircular amb arc de mig punt i marcs de fusta. Té l'interior pintat amb blau i estrelles.
La imatge està feta amb guix, policromada, sense valor artístic. Situada a la façana d'un edifici, a l'altura d'un primer pis.

## Història
Aquesta imatge és posterior a la guerra de 1936-39.